# Minona queenslandensis
Minona queenslandensis är en plattmaskart som beskrevs av Faubel och Rhode 1998. Minona queenslandensis ingår i släktet Minona och familjen Monocelididae. Inga underarter finns listade i Catalogue of Life.